# Crkva Sv. Križa u Blatu
Crkva Sv. Križa u Blatu je ranosrednjovjekovna crkva s grobljem na otoku Korčuli.
Izgrađena je na temeljima antičke citadele i romaničke crkve sv. Jeronima iz 4. ili 5. stoljeća. Hrvati s potomcima iz plemena ili roda Zmaj i kneza Mislava kupuju u 9. stoljeću zemljište i na njemu grade crkvu. Prvi pisani spomen crkve nakon 9. stoljeća potječe iz oporuke Jakova Radostića 17. ožujka 1346. godine, kojom određuje gradnju crkve.
Zidni vijenac (korniža) apside drugačije je izvedbe nego onaj na lađi, a kraj ostataka porušenih zidovi s južne, sjeverne i istočne strane naziru se temelji manje crkve. Prethodna je crkva prepolovljena da bi se nadogradio novi dio u 14. st. Naknadno je pronađen uski prozorčić na začelnom zidu apside. Plošno pročelje jednobrodne kamene građevine s polukružnom visokom apsidom iznad ulaza sastoji se od lunete s križnom rozetom u središtu, dva četvrtasta prozorčića i masivne preslice sa zvonom. Na bočnim zidovima probijena su dva barokna prozora, a krov je prekriven kanalicama. U obnovljenoj unutrašnjosti postavljen je kameni oltarni stol na začelju apside s prikazom raspeća.